# Methopreen
Methopreen is een organische verbinding met als brutoformule C19H34O3. De stof komt voor als een amberkleurige vloeistof met een fruitige geur. De stof wordt gebruikt als larvicide, vooral om het aantal steekmuggen dat malaria verspreidt in te dammen. Methopreen kan ook algemeen als insecticide worden ingezet, vooral tegen vlooien en vuurmieren.